# Protaetia ungarica
Protaetia ungarica es una especie de escarabajo del género Protaetia, familia Scarabaeidae. Fue descrita científicamente por Herbst en 1790.
Habita en Mongolia, Ucrania, Rusia, Turquía, Austria, Armenia, Grecia, Rumania, Checa, Eslovaquia, Georgia, Hungría, Kirguistán, Azerbaiyán, Bulgaria, Israel, Serbia y Siria.